# Иваники (Дуровское сельское поселение)
Ива́ники — деревня в Смоленской области России, в Сафоновском районе. Население — 45 жителей (2007 год) . Расположена в центральной части области в 5 км к востоку от города Сафонова, в 4 км южнее автодороги М1 «Беларусь». В 2 км к северу от деревни железнодорожная станция Дурово на линии Москва — Минск. Входит в состав Дуровского сельского поселения.

## История
Упоминается в 1503 году в духовной грамоте великого князя Ивана III-го, как входящая в состав волости Негомля Дорогобужского уезда . В годы Великой Отечественной войны деревня была оккупирована гитлеровскими войсками в сентябре 1941 года, освобождена в 1943 году.

## Экономика
Фермерское хозяйство .